# Formação de compromisso
Formação de compromisso é um termo usado na psicanálise para explicar a simbologia dos sonhos. O id não pode se expressar na consciência com todos os seus impulsos e exigências, pois estes colidem com a consciência moral do indivíduo, então a ansiedade é aliviada pela expressão desses conteúdos inconscientes através de uma linguagem figurada - é o retorno do reprimido. Isso também explica a simbologia do sintoma neurótico. Compreende-se que o ego forma um compromisso com o id, permitindo que o sintoma se manifeste, mas sem que o indivíduo o reconheça.